# Coll de les Saleres Blanques
El Coll de les Saleres Blanques és una collada situada a 1.978,6 metres d'altitud al límit dels termes comunals d'Aiguatèbia i Talau i de Sautó, tots dos de la comarca del Conflent, a la Catalunya del Nord.
És al nord-est del terme de Sautó i al sud-est del d'Aiguatèbia i Talau. És al nord-est del Pic de Figamà.
És un dels llocs força freqüentats pels excursionistes a peu o amb raquetes de neu.